# Diaphananthe delepierreana
Diaphananthe delepierreana är en orkidéart som beskrevs av Jacques Eugène Lebel och Daniel Geerinck. Diaphananthe delepierreana ingår i släktet Diaphananthe och familjen orkidéer.
Artens utbredningsområde är Rwanda. Inga underarter finns listade i Catalogue of Life.